# Liza Umarova
Liza Sulimovna Umarova ( em checheno:  Iумарийн ЙоI Лиза) (nascida em 12 de março de 1965 em Almaty, Cazaquistão) é uma cantora e atriz chechena.

## Biografia
Liza passou a infância em Almaty, Cazaquistão. Seus pais foram removidos de sua cidade natal em Katyr-Yurt, na Chechênia, em fevereiro de 1944, como resultado das deportações forçadas da maioria dos chechenos para a Ásia Central. Em 1982, seu pai decidiu mudar a família para a Chechênia, e eles se estabeleceram em Grozny naquele ano.

## Agressão por motivos raciais
Em 6 de setembro de 2005, quatro homens bêbados, com idades entre 25 e 30 anos, espancaram Liza e seu filho de 15 anos, Murad, a caminho do metrô. Umarova e seu filho sofreram numerosas contusões no ataque, mas inicialmente decidiram não denunciar o incidente à polícia.
Em um artigo publicado em 4 de abril de 2006, o Moscow News informou que três dos agressores foram condenados por um tribunal de Moscou. As sentenças variaram de uma sentença suspensa de um ano a três anos em um acordo de prisão. Depois que os réus contestaram a decisão, o caso foi enviado para um novo julgamento, mas o Tribunal da Cidade de Moscou confirmou o veredicto anterior.